# Ui Hakuju
Ui Hakuju (japanisch 宇井 伯壽; geboren 1. Juni 1882 in Mito (御津町), Landkreis Hoi (宝飯郡) in der Präfektur Aichi; gestorben 14. Juli 1963) war ein japanischer buddhistischer Mönch und Kenner der indischen Philosophie.

## Leben und Wirken
Ui Hakuju, der in jungen Jahren Mönch der Sōtō-Richtung des Buddhismus wurde, machte 1909 seinen Abschluss an der Universität Tōkyō und bildete sich von 1913 bis 1917 in Europa (Universität Tübingen und Oxford-Universität) weiter. Nach seiner Rückkehr befasste er sich eingehend mit der indischen und buddhistischen Philosophie und legte damit den Grundstein für die moderne akademische Forschung auf diesen Gebieten.
Ui lehrte an der Universität Tōhoku und an der Universität Tōkyō und wurde 1941 Präsident der buddhistischen Universität Komazawa. 1945 wurde er Mitglied in der Akademie der Wissenschaften.
1953 wurde Ui als „Person mit besonderen kulturellen Verdiensten“ geehrt und im selben Jahr mit dem Kulturorden ausgezeichnet.
Zu seinen Werken gehört die „Forschung zur indischen Philosophie“ (印度哲学研究, Indo tetsugaku kenkyū), die er von 1924 bis 1936 in 6 Bänden Publizierte und die „Forschung zum Mahayana-Buddhismus“ (大乗仏典の研究, Daijō Butsuten kenkyū) aus dem Jahr 1953.